# Звайгзная гатве
Зва́йгзная гатве (латыш. Zvaigznāja gatve, в переводе аллея Созвездия) — улица в Риге, расположенная в Видземском предместье, в Пурвциемсе.
Начинается от перекрёстка с Варавикснес гатве, заканчивается перекрёстком с улицей Лиелвардес. С другими улицами не пересекается.
Общая длина улицы составляет 409 метров. На всём протяжении имеет асфальтовое покрытие. Общественный транспорт по улице не курсирует.
Впервые упоминается в списке улиц Риги в 1978 году под своим современным названием, которое никогда не изменялось. Преобладает многоэтажная застройка.